# یواس‌اس تراتن (دی‌دی-۵۳۰)
یواس‌اس تراتن (دی‌دی-۵۳۰) (به انگلیسی: USS Trathen (DD-530)) یک کشتی بود که طول آن ۱۱۴٫۷ متر (۳۷۶ فوت) بود. این کشتی در سال ۱۹۴۲ ساخته شد.